# Comportamiento de huida

Huida de un kril.

Se denomina comportamiento de huida al comportamiento animal específico complejo que frente a estímulos que indican peligro producen una respuesta adecuada que aleja o protege al individuo. En los casos en que la reacción es puramente refleja se denomina reflejo de huida.
Se usa el término en sentido más general para referirse a todo comportamiento que evita situaciones desagradables (alejarse del individuo dominante por ejemplo).
Los comportamientos de huida se dan sobre todo en invertebrados como cefalópodos, crustáceos pero también en aves y mamíferos. Los reflejos de huida son más corrientes.

## Ejemplos
- Movimientos de huida como en gambas.
- Camuflajes en ciertos peces, sepias, pulpos...
- Proyección de sustancias, tinta en calamares, sangre en ciertos reptiles, sustancias más o menos tóxicas en insectos, peces, anfibios... Se puede incluir también en este apartado el vaciado de vejiga e intestinos de muchas especies.
- Modificaciones corporales más o menos vistosas como pelo erizado en mamíferos.

Sentido de persecución.
Muchos de estos comportamientos reagrupan varios reflejos de huida distintos, por ejemplo en los calamares la expulsión de tinta, la acción del sifón para huir, el cambio de color de la piel.
- Datos: Q5397078